# Szent Miklós-templom (Prága, Kisoldal)
A Szent Miklós-templom (csehül: chrám svatého Mikuláše, vagy kostel svatého Mikuláše) a szomszédos egykori jezsuita kollégiummal együtt a cseh főváros, Prága Kisoldal városrészének főterén álló templom. 1704 és 1755 között épült azon a helyen, ahol korábban egy 13. századi gótikus templom állt, amelyet szintén Szent Miklós tiszteletére szenteltek. A monumentális épület Európa egyik legjelentősebb barokk stílusú templomépülete.

## Története
A történelmi Kisoldal közepén 1238 óta állt a Szent Miklós gótikus plébániatemplom. A katolikus Habsburgok fehérhegyi csatában aratott győzelmét követő rekatolizáció kezdetével a korábban huszita kelyhesek által használt templomot a szomszédos épületekkel együtt 1625-ben a jezsuitáknak adták át. A meglévő épületek lebontása után a 17. század második felében a tér közepén egy nagy épületegyüttest, a jezsuita kollégiumot emeltek.
A jezsuita kollégium melletti új Szent Miklós-templom alapkövét 1673-ban tették le, de a jezsuiták csak 30 évvel később kezdték meg az építkezést. A munkálatokat elsősorban a Kolowrat grófok nemesi családjából származó Václav Libštejnský nagy összegű adománya tette lehetővé, aki még a rendbe való belépése előtt teljes vagyonát az új templom építésére ajánlotta fel.
Christoph Dientzenhofer irányításával 1703 és 1711 között épült a nyugati portál, a hajó boltozata, valamint a Szent Borbála- és Szent Anna-oldalkápolnák. Fia, Kilian Ignaz Dientzenhofer 1737-1752 között készítette a presbitériumot, és nem sokkal halála előtt fejezte be remekművét, a 70 méter magas kupolát. Az épületet Anselmo Lurago 1751-1755 között fejezte be a harangtorony megépítésével. A templomot 1752-ben szentelték fel, de a díszítésén egészen az 1760-as évekig dolgoztak.
A jezsuita rend 1775-ös feloszlatása után a Szent Miklós-templom lett a Kisoldal katolikus plébániatemploma. A templomot 1984-1989 között átfogóan restaurálták. A rendszeres istentiszteletek mellett a templomot gyakran használják koncertek rendezésére is. A harangtorony 1891-ig őrtoronyként szolgált, ahonnan az őrök jelezték a tüzeket vagy a közeledő ellenséget. Az 1950-1989 közötti években a kommunista titkosszolgálat ügynökei a toronyból figyelték a szomszédos nyugati országok nagykövetségeit, kiemelten a jugoszláv és az amerikai nagykövetségeket. A torony 2010 óta látogatható, és a 65 méter magasan 299 lépcsőfok megmászásával elérhető galériáról csodálatos kilátás nyílik a Kisoldalra, valamint a Hradzsinra és a Moldván átívelő Károly hídra.

## Építészeti jellemzői

### Az épület külseje
A templom az egykori jezsuita rendház komplexumának délkeleti részét képezi. Az összes jezsuita templomnak, így ennek is az alaprajzának eredeti elrendezése a római Il Gesù jezsuita főtemplom mintatemploma volt, amelynek építésze Giacomo della Porta volt. A monumentális épület alapterülete 40 × 60 méter. A két torony – a kupola és a harangtorony – azonos magasságú, 79 méteres. A hatalmas, rézzel borított kupola külső átmérője 20 méter. Belül 50 méter magas, kívülről pedig 70 méteres, így ez a legmagasabb belső tér Prága összes épülete közül.

#### Nyugati főhomlokzat
A templom nyugati (fő)homlokzata háromtengelyes és háromhajós elrendezést követ. A függőleges tengelyt alulról három részre tagolja, három portállal. A konvex-konkáv párkányok és az építészeti elemek ritmusa egy mozgó tömeg illúzióját keltik a nézőben. Az első emelet homlokzatát két jón oszlopfővel díszített oszloppár és négy pilaszter ritmizálja, A középső portál nyeregtetője fölött František Karel Libštejnský, Kolowrat grófjának, a templom építtetőjének és az épület fő jótevőjének, a jezsuita Václav Libštejnský nagybátyjának, (aki négy évvel a templom befejezése előtt halt meg) kőből faragott címere látható. A címer alatti szupraportban egy fém feliratos tábla található az építtető aranyozott nevével és címével: FRANCISCVS CAROLVS / LIEBSTEINSKY/ SAC. ROM. IMP. COMES / A KOLOWRAT.
Az oszlopok és pilaszterek hullámos profilú párkányt hordoznak, az első emeleten kúpos balusztráddal, amelyen a középső tengelyt a szentatyák, a nyugat egyháztanítóinak négy szobra emeli ki, balra a Thomas Seidan által faragott Szent Ambrus és Nagy Szent Gergely szobraival, jobbra Bernard Seeling 1889-es alkotása Szent Jeromos és Hippói Szent Ágoston, a barokk eredetiek szabad másolatai. A második emelet főpárkányát három nyeregtető ív díszíti: a középsőbe a Német-római Birodalom címerének sasa lett beágyazva, míg az oldalsó nyeregtetők fölé a kúp alakú balusztráddal ellátott padlás domború falai emelkednek. Rajta a Jan Bedřich Kohl-Severa műhelyéből származó védőszentek szobrai állnak, balra a jezsuita Loyolai Szent Ignác és Szent Péter, jobbra Szent Pál és Xavéri Szent Ferenc látható. Közéjük van beillesztve a harmadik emelet masszív volutás nyeregtetője, amelynek fülkéjében a templom védőszentjének, Myrai Szent Miklósnak a szobra áll.

#### Déli homlokzat
A déli homlokzat a főhajó homlokzatából, a toronyból és a kupolából áll. Magas lábazatú, két emelet szabályos elrendezésű ablakokkal és egy padlástérrel, szokatlan háromleveles nyílásokkal díszített. A templom kereszthajójának tengelyét az alsó szinten a homlokzaton csak egy fülke jelzi, amelyben két puttó között a Hit szobra áll, tiarával és mitrával, amelyet Ignaz František készített. Ez a műhely helyezte el az 1879-ben eltávolított szobrokat a padláson is, ahol a kereszthajó tengelyében egy Robert Platzer által szignált és a 19. század közepe után felállított Megváltó Krisztus-szobor található.

#### Kupola
A templom négyezete feletti kupola magas kupoladobon (tamburán) ül, amelyet ablakok és pilaszterpárok tagolnak, amelyekbe szoborszerű vázák vannak beillesztve. A plasztikus tagolás a kéthéjú kupolán is végigvonul, a csatornával ékesített bordázattal és ökörszem-nyílászárókkal, a díszesen kialakított galériával ellátott laternáig. A laterna díszesen meredező teteje a Szentháromság lángját ábrázoló aranyozott motívumban csúcsosodik ki Isten szemével. A kupola olyan magas, mint a szomszédos templom harangtornya.

#### Harangtorony
A jezsuitákat, akik 1625-ben a fehérhegyi csata utáni elkobzások részeként rekatolizációs céllal szerezték meg II. Ferdinándtól az eredeti templomot és a szomszédos házakat, a kisoldali konzulok arra kényszerítették, hogy új harangtornyot építsenek. Ez a jezsuiták tervei részeként kénytelen volt helyet adni az épületeknek. A harangtoronynak kívülről saját bejárata van, a bejárat felett az 556-os házszámmal és a Kisoldal címerével. A torony bonyolult formájú, az egyes emeletek a sorok egymásra helyezésének elvén alapulnak, változó és csökkenő alaprajzú, homorú ívekkel és bonyolultan kialakított sarkokkal. Az egész egy órában és egy háromíves ablakokkal és vázákkal díszített, bonyolultan meredező tetőben csúcsosodik ki. A harangtornyot 1752-ben fejezte be Anselmo Lurago.
A tornyot 1891-ig a település fizetett őrsége tartotta szolgálatban, akiknek az volt a feladatuk, hogy jelezzék az esetleges tüzeket vagy a közeledő ellenséget. A harmadik emeleten található a három harang számára kialakított harangszék, de csak egy haranggal. A harang neve Miklós, súlya 350 kg, 1526-ból származik, és a cimperki Brikcí harangöntő mester öntötte. A költségeket az önkormányzat állta. A harang fölötti emeleten volt a toronyőr lakása, aki az órát húzta, a harangokat szólaltatta meg és katasztrófákat jelentett. Alkalmanként egy toronykürtös is feljárt , hogy onnan adjon jelet.
A szocializmus idején a toronyban állambiztonsági megfigyelőtorony épült, ahonnan a jugoszláv és az amerikai nagykövetségeket, valamint a nyugatnémet nagykövetséghez vezető bekötőutat lehetett megfigyelni. 1990-ből származnak az utolsó jelentések erről a helyről történő megfigyelésről. 2010. április 15-én nyitották meg a nagyközönség előtt a „Kajka” fedőnevű megfigyelőszobát, ahol az StB megfigyelési adminisztráció tevékenységét dokumentáló kiállítás kapott helyet. 2021. január 1. óta a Prague City Tourism felelős a kilátó üzemeltetéséért.

#### Keleti homlokzat
A z Óváros felé néző keleti homlokzatot alulról nagyrészt a szomszédos házak takarják, fölötte két pilaszter és egy háromszögletű nyeregtető közötti ablakkal ellátott portál emelkedik. Felette kúp alakú balusztrád áll három homokkőszoborral: Szent Fülöp, középen a Szeplőtelen Szűzanya és Szent Júdás Tádé, mindhárom Platzer szobrának másolata, Antonín Procházka 1889-es alkotása. Az északi homlokzatot a kriptába vezető kapuval a templommal egybeépült rendház udvara rejti el.

### Az épület belseje
A pompás belső tér a barokk művészet csúcspontját képviseli, és a katolikus egyház hatalmát hivatott szimbolizálni. Díszítésében számos neves művész vett részt. Johann Lucas Kracker hatalmas mennyezetfreskója, Szent Miklós megdicsőülése, amely Európa egyik legnagyobb festménye, 1500 négyzetméteres területet foglal el. A kupolát Franz Xaver Palko A Szentháromság című freskója díszíti, amely alatt Ignaz Franz Platzer Négy egyháztanító című monumentális szobrai tornyosulnak.
A főoltár az aranyozott Szent Miklós-szoborral Prága legnagyobb barokk oltára. A szobor, akárcsak a templom többi oltárszobra, Ignaz Franz Platzer alkotása. Ő készítette a templomhajó oszlopain lévő, életnagyságnál nagyobb szentek szobrait is. A szószéket műmárványba burkolták, és a hit, a szeretet és a remény allegorikus ábrázolása díszíti. Egy másik szoborcsoport Keresztelő Szent János lefejezését ábrázolja. Ezek Richard és Peter Prachner alkotásai.
A bejárattól balra, a Szent Borbála-kápolnában két faoltár található: a Szent Kereszt-oltár Karel Škréta Keresztrefeszítés című festményével, valamint a Szent Borbála-oltár Peter Prachner faragványaival. Karel Škréta készítette a templom legértékesebb festményét is, a galérián látható tízrészes passióciklust, amely valószínűleg a szomszédos jezsuita kollégiumból származik. A főoltártól balra lévő mellékoltárban a foyeni Szűz Mária-szobor másolatát egy mázas szentélyben helyezték el. Ez a templom legrégebbi szobra; a jezsuiták 1629-ben hozták Belgiumból.
A barokk orgonát Tomas Schwarz építette 1745 és 1747 között, és több mint 4000 sípja van, amelyek hossza eléri a 6 métert. Wolfgang Amadeus Mozart 1787-es prágai tartózkodása alatt ezen az orgonán játszott.

## Galéria

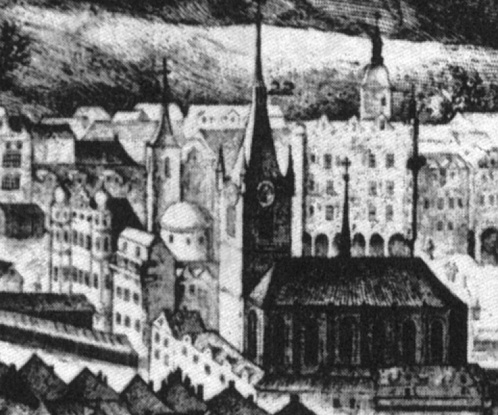
Az előző templom ábrázolása 1606-ból
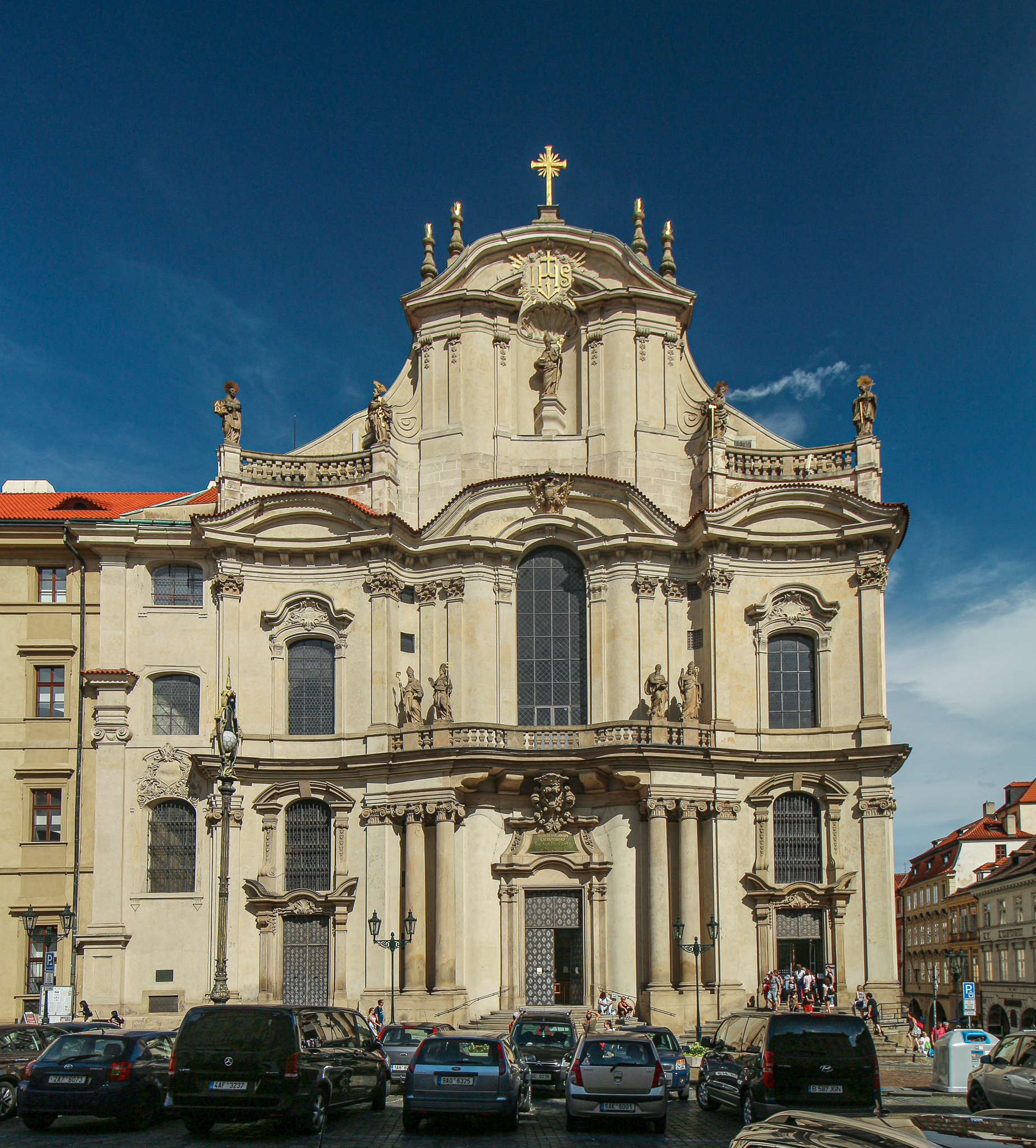
A nyugati főhomlokzat
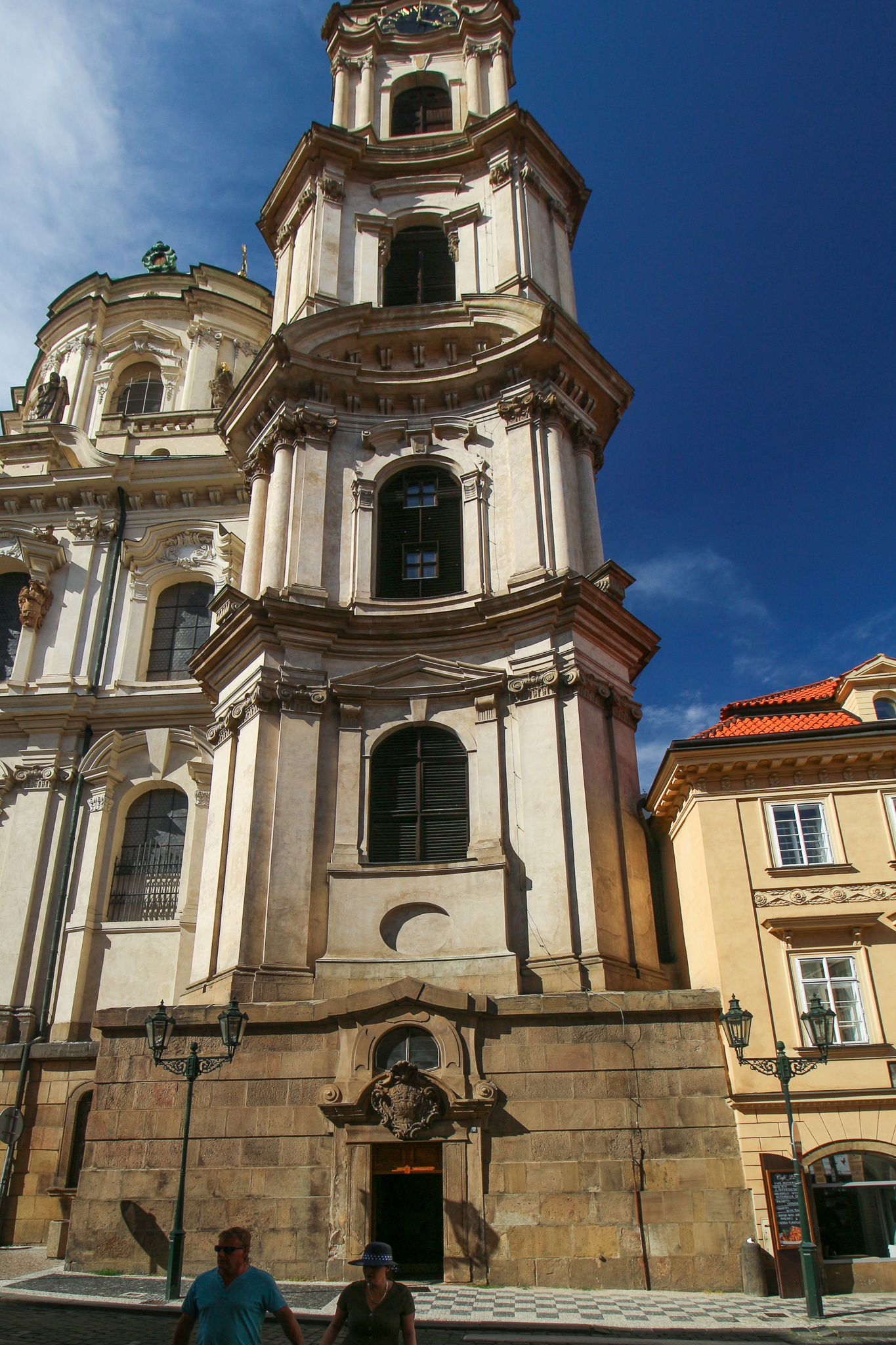
A harangtorony tagolása
A templom díszes belseje
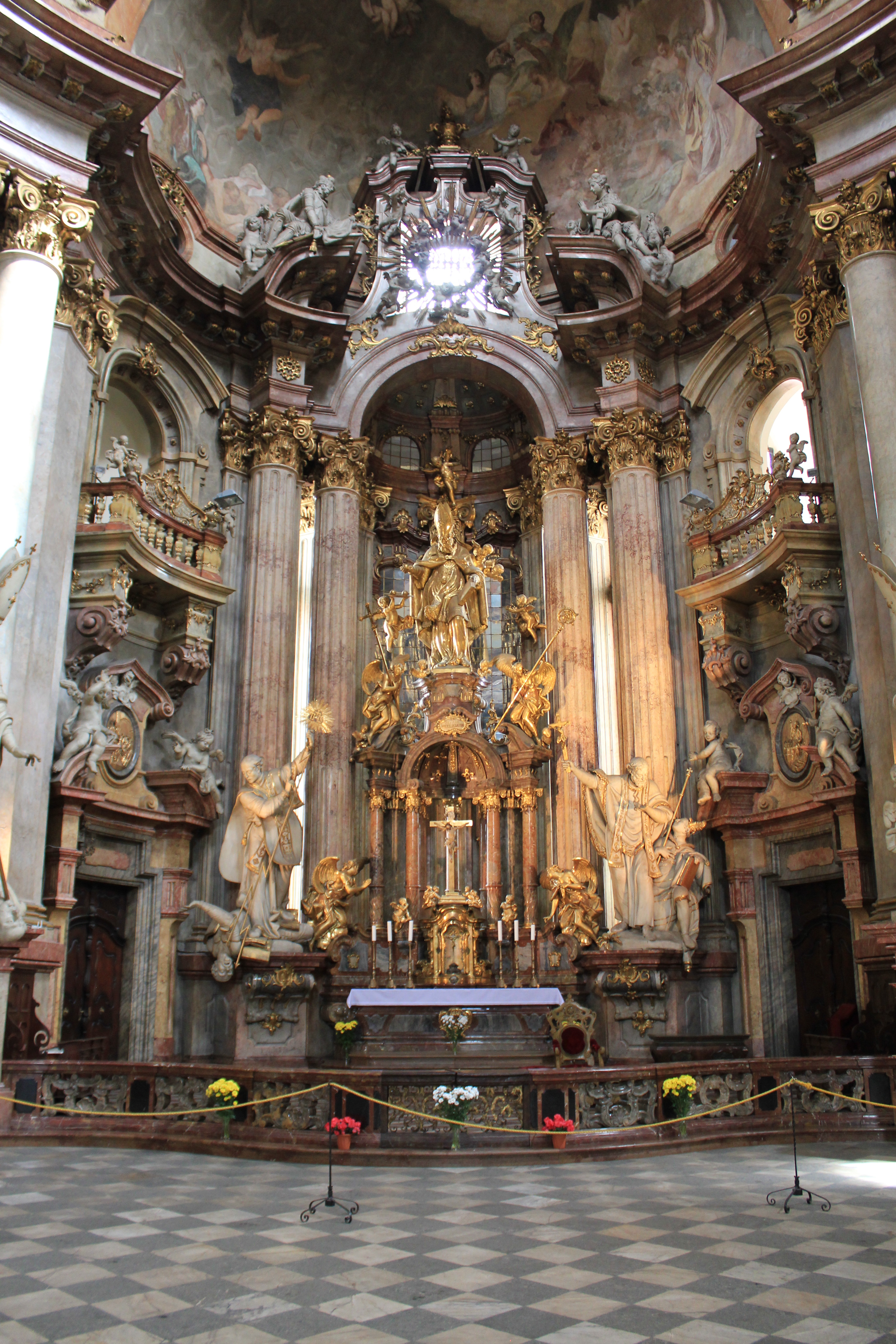
Prága legnagyobb barokk főoltára
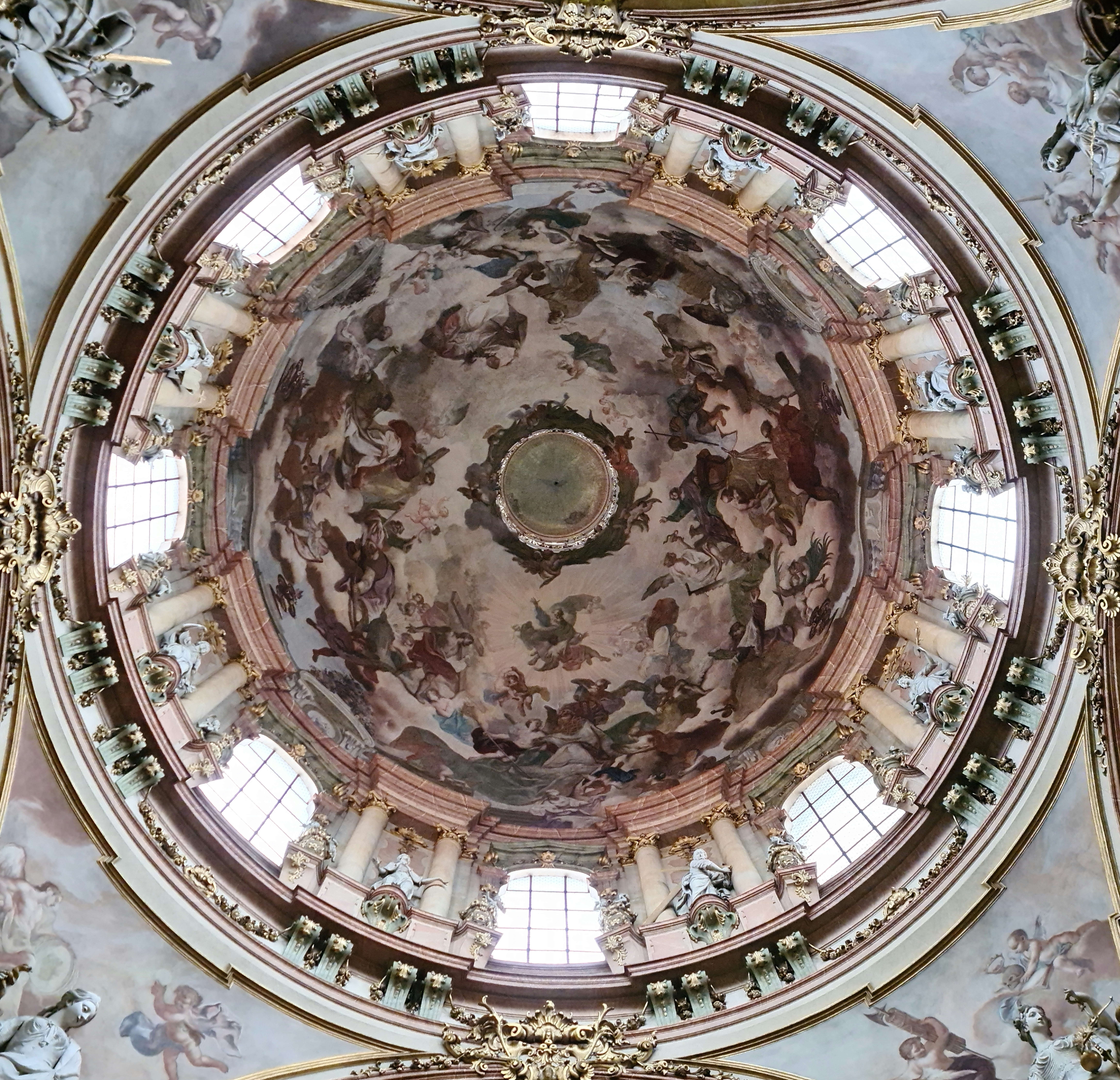
A kupolabelső freskói
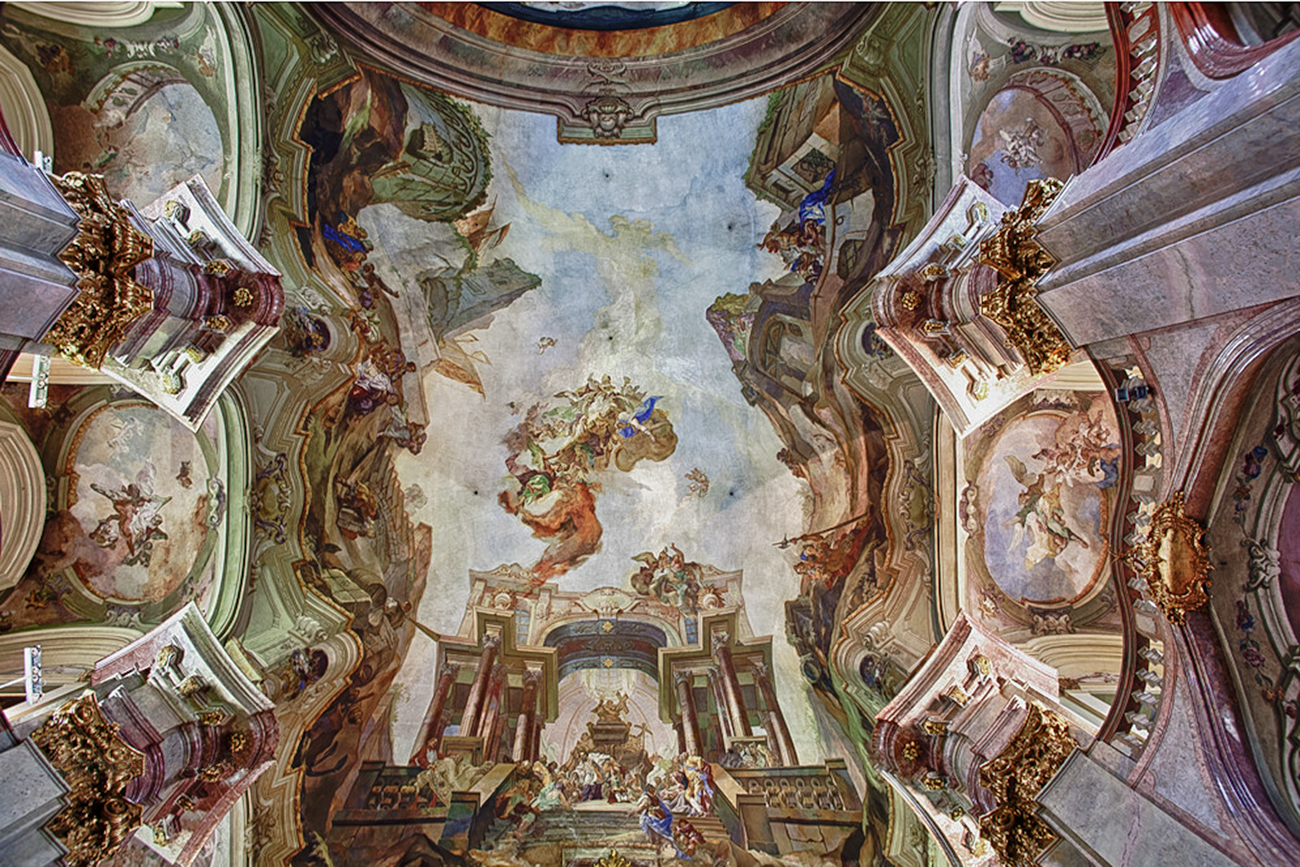
Szent Miklós megdicsőülésének freskója
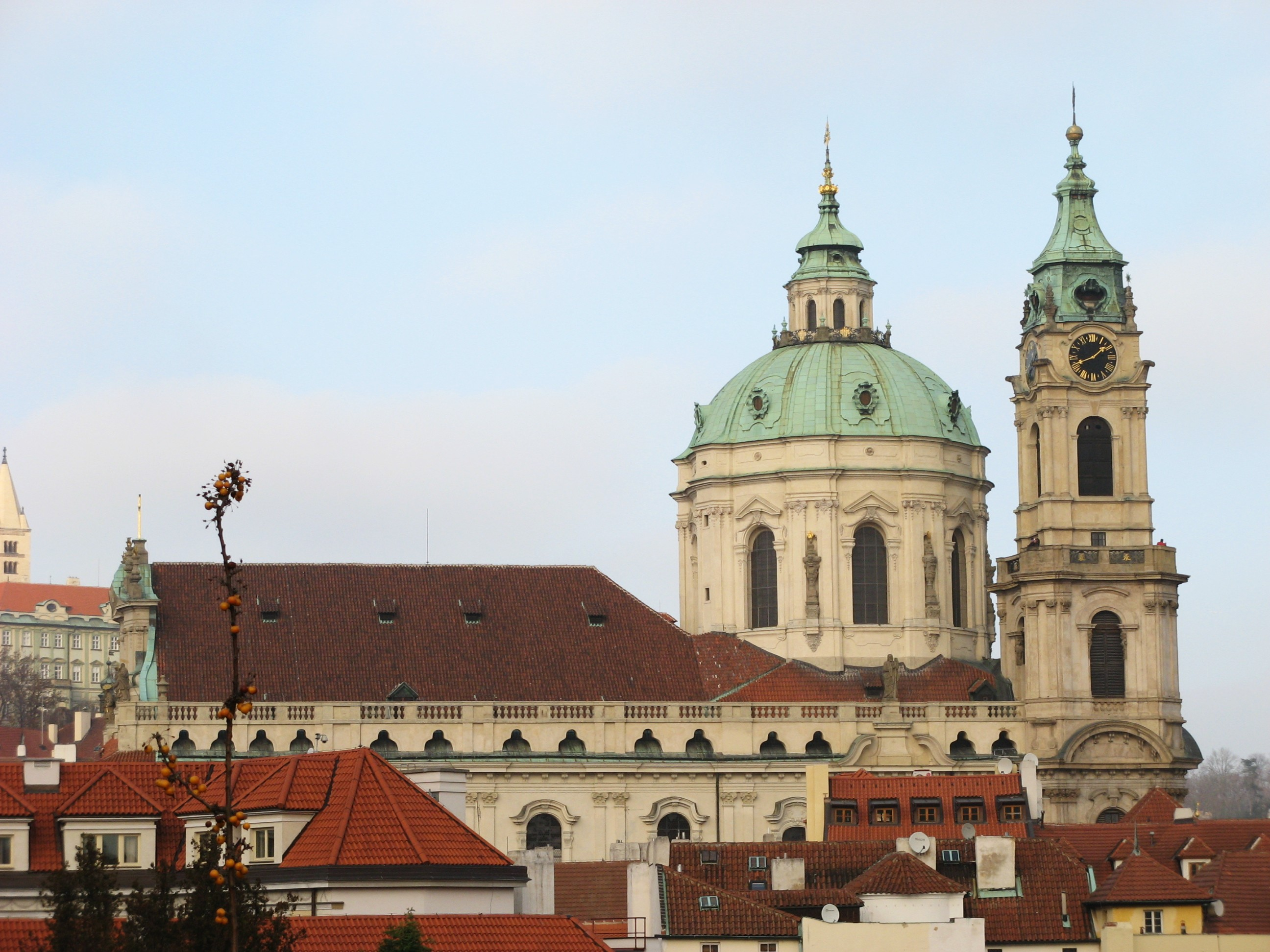
A hajó, a kupola és a harangtorony tömbje dél felől
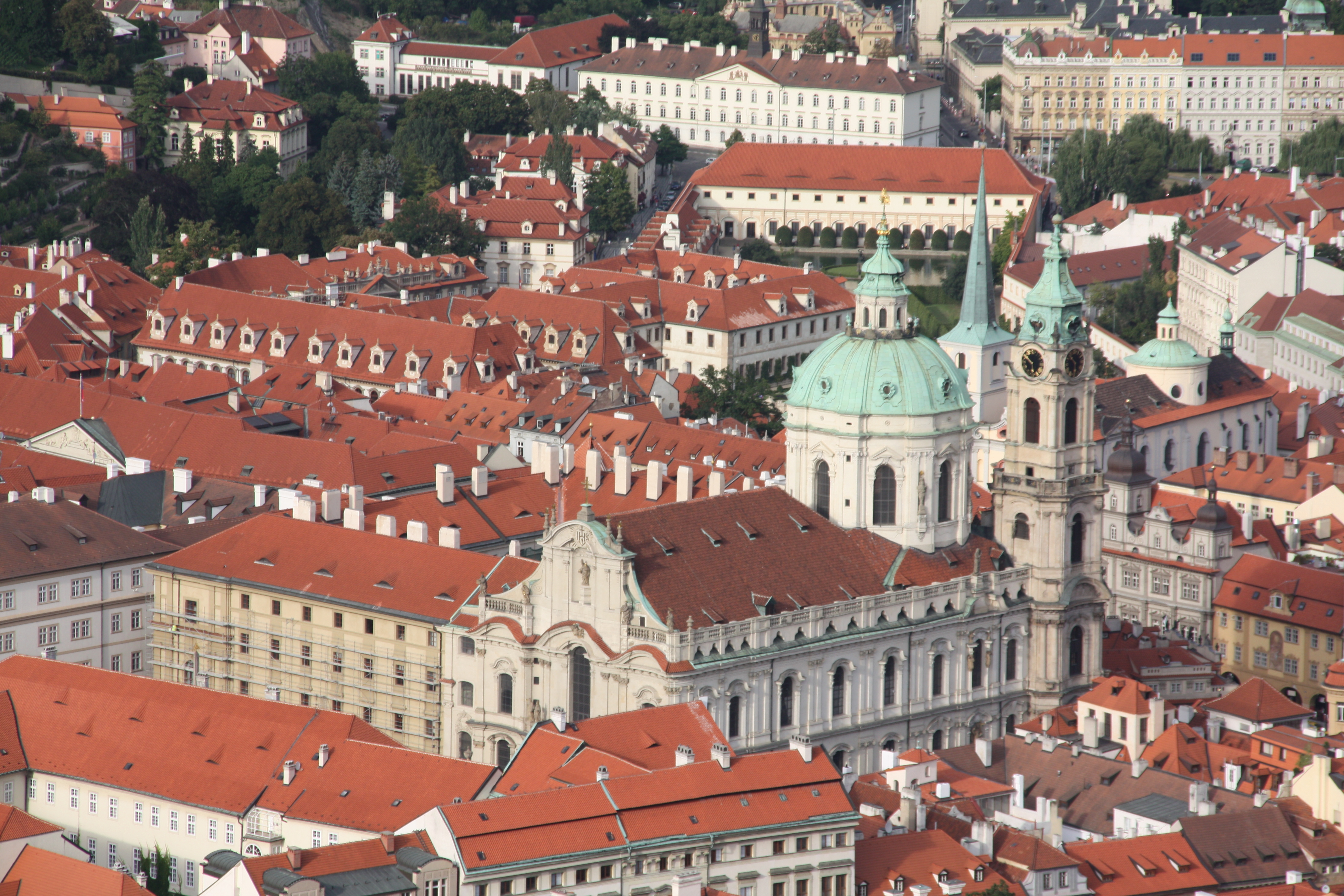
Látképe a Petřín kilátójáról
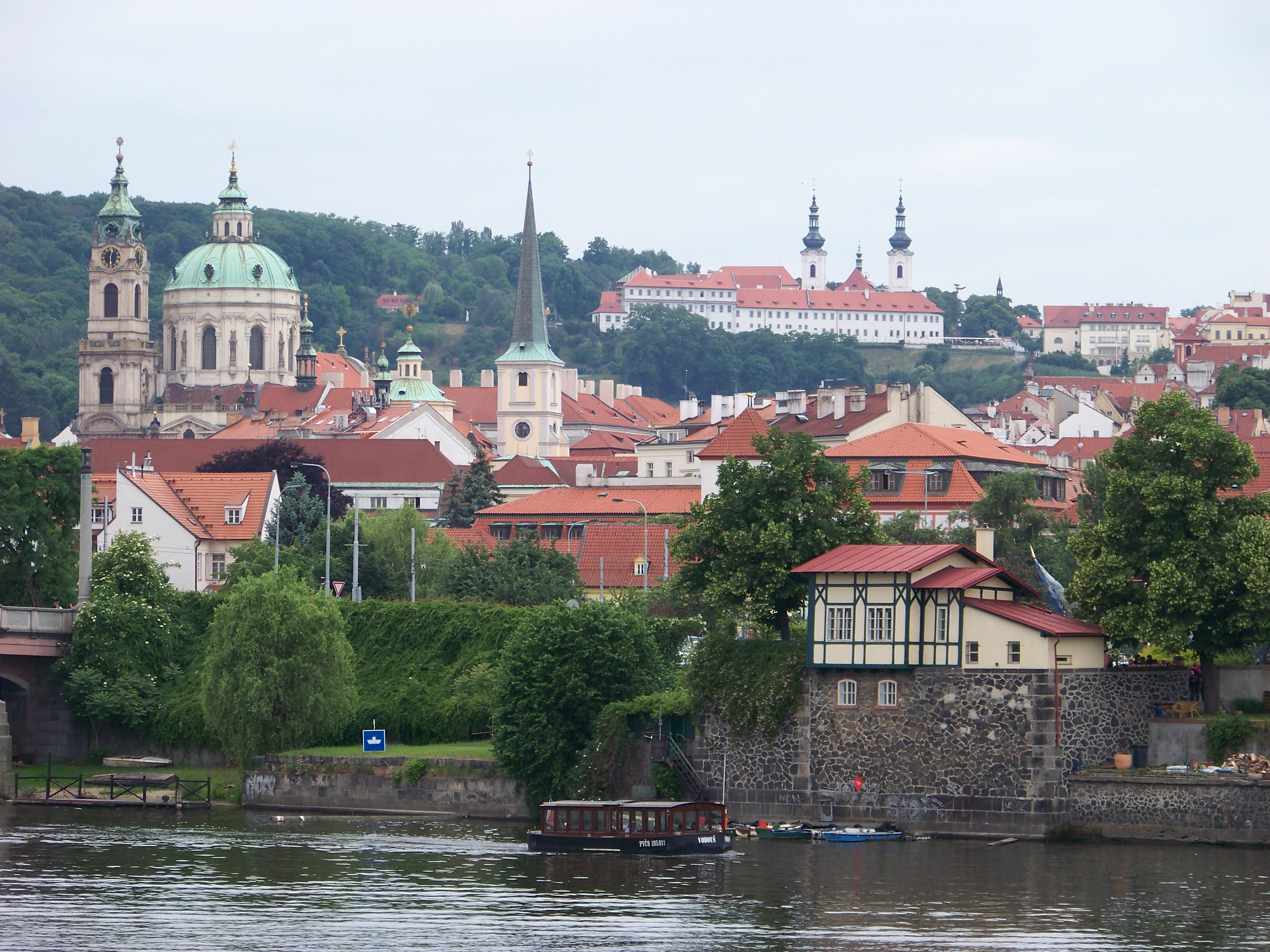
Látképe a Strahovi kolostorral
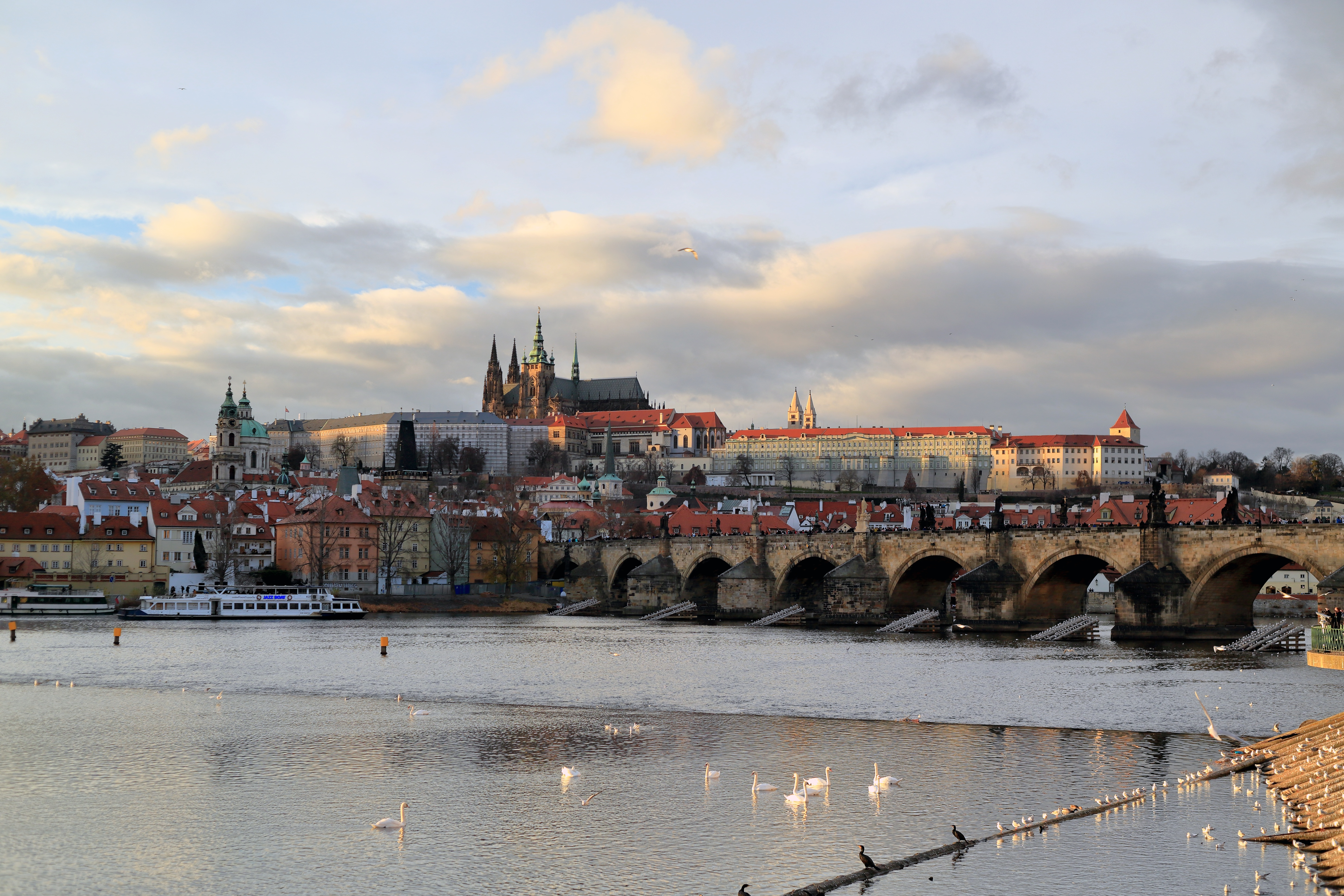
A Kisoldal és a Hradzsin klasszikus, Óváros felőli panorámájának részeként

## Fordítás
- Ez a szócikk részben vagy egészben  a   Kostel svatého Mikuláše (Malá Strana) című cseh Wikipédia-szócikk ezen változatának fordításán alapul.  Az eredeti cikk szerkesztőit annak laptörténete sorolja fel. Ez a jelzés csupán a megfogalmazás eredetét és a szerzői jogokat jelzi, nem szolgál a cikkben szereplő információk forrásmegjelöléseként.
- Ez a szócikk részben vagy egészben  a   St. Nikolaus auf der Kleinseite című német Wikipédia-szócikk ezen változatának fordításán alapul.  Az eredeti cikk szerkesztőit annak laptörténete sorolja fel. Ez a jelzés csupán a megfogalmazás eredetét és a szerzői jogokat jelzi, nem szolgál a cikkben szereplő információk forrásmegjelöléseként.